# Mieczysława Pobłocka
Mieczysława Pobłocka (z domu Oleszak) (ur. 24 grudnia 1923 w Krotoszynie, zm. 5 kwietnia 2009) – druhna Tajnego Hufca Harcerzy (pseudonim „Przelotny Ptak”), która na początku 1945 roku przedarła się przez linię frontu i przeniosła plany hitlerowskich umocnień oraz uzbrojenia Gdyni, aby przekazać je wojskom wyzwalającym Pomorze. Dzięki tej misji udało się uratować Gdynię od poważnych zniszczeń, jakie na przełomie 1944 i 1945 roku dotknęły wiele polskich miast.
Misja Mieczysławy Pobłockiej była zwieńczeniem akcji B-2 Tajnego Hufca Harcerzy, w ramach której harcerze zbierali informacje na temat rozmieszczenia niemieckiego uzbrojenia oraz umocnień. Plecak z podwójnym dnem, w którym Mieczysława Pobłocka przeniosła plany, znajduje się w zbiorach Muzeum Miasta Gdyni.